# Blood Money (Tom Waits-album)
A Blood Money Tom Waits tizenötödik stúdióalbuma, mely 2002-ben jelent meg az Anti- kiadónál, egy időben Waits Alice (2002) című albumával. A dalokat Waits Georg Büchner Woyzeck című művéből készült azonos című musicalhez írta.

## Dalok
Dalszerzők Tom Waits és Kathleen Brennan
1. Misery Is the River of the World – 4:25
2. Everything Goes to Hell – 3:45
3. Coney Island Baby – 4:02
4. All the World Is Green – 4:36
5. God's Away on Business – 2:59
6. Another Man's Vine – 2:28
7. Knife Chase – 2:26 (Instrumental)
8. Lullaby – 2:09
9. Starving in the Belly of a Whale – 3:41
10. The Part You Throw Away – 4:22
11. Woe – 1:20
12. Calliope – 1:59 (Instrumental)
13. A Good Man Is Hard to Find – 3:57

## Helyezések
| Chart (2002)                    | Peak position |
| ------------------------------- | ------------- |
| Australian ARIA Albums Chart    | 25            |
| Austrian Top 40                 | 5             |
| Belgian Albums Chart (Vl)       | 8             |
| Belgian Albums Chart (Wa)       | 33            |
| Danish Albums Chart             | 2             |
| Dutch Top 100                   | 21            |
| Finnish Albums Chart            | 35            |
| French SNEP Albums Chart        | 36            |
| German Albums Chart             | 9             |
| Irish Albums Chart              | 4             |
| Italian FIMI Albums Chart       | 6             |
| Norwegian Albums Chart          | 4             |
| Swedish Albums Chart            | 12            |
| Swiss Hitparade Albums Chart    | 25            |
| UK Albums Chart                 | 21            |
| US Billboard 200                | 32            |
| US Billboard Independent Albums | 2             |
| US Billboard Internet Albums    | 32            |